# Notholaena venusta
Notholaena venusta är en kantbräkenväxtart som beskrevs av Alexander Curt Brade. Notholaena venusta ingår i släktet Notholaena och familjen Pteridaceae. Inga underarter finns listade.